# Shadows Collide with People
Shadows Collide with People es el cuarto álbum como solista del guitarrista John Frusciante, publicado el 24 de febrero de 2004 en el sello Warner Bros. Records. Fue compuesto durante las sesiones de By the Way, y está considerado como su trabajo más accesible para el público del mainstream, ofreciendo una mezcla de rock alternativo, folk y música electrónica. Frusciante ha admitido que este fue el álbum más caro, ya que su producción costó 150.000 dólares. Frusciante dijo que lo hizo porque "Ya estaba cansado de que la gente minimice mi trabajo y lo considere jodido y anti-profesional".
Como músico invitado aparece Flea, compañero de Frusciante en los Red Hot Chili Peppers, que toca el contrabajo en la canción "The Slaughter". Cabe destacar la evolución vocal de Frusciante en este disco, que interpreta las canciones con más potencia y profesionalidad.
También aparece su otro compañero en los Red Hot Chili Peppers, Chad Smith, tocando la batería en todas las canciones.
Shadows Collide with People alcanzó el puesto 191 del Billboard 200 estadounidense.

## Lista de canciones
- Todas las canciones escritas por John Frusciante excepto donde se indica:

1. "Carvel" – 6:15
2. "Omission" (Frusciante, Klinghoffer) – 4:33
3. "Regret" – 2:58
4. "Ricky" – 3:57
5. "Second Walk" – 1:42
6. "Every Person" – 2:38
7. "–00Ghost27" (Frusciante, Klinghoffer) – 3:50
8. "Wednesday's Song" – 3:31
9. "This Cold" – 2:00
10. "Failure33 Object" – 2:56
11. "Song to Sing When I'm Lonely" – 3:16
12. "Time Goes Back" – 3:23
13. "In Relief" – 3:36
14. "Water" – 4:06
15. "Cut-Out" – 3:34
16. "Chances" – 1:49
17. "23 Go in to End" – 6:42
18. "The Slaughter" – 3:53

### Edición japonesa
- La versión japonesa incluye la canción "Of Before" en la pista 15:

1. "Of Before" (canción extra sólo presente en la edición japonesa del disco) – 3:17
2. "Cut-Out" – 3:34
3. "Chances" – 1:49
4. "23 Go in to End" – 6:42
5. "The Slaughter" – 3:53

## Personal
- John Frusciante – Sintetizador, bajo, guitarra, teclado, voz, producción y dirección artística
- Josh Klinghoffer – Sintetizador, bajo, guitarra, teclado y voz
- Flea – Contrabajo en "The Slaughter"
- Chad Smith – Batería y percusión
- Greg Kurstin – Piano Wurlitzer en "Of Before"
- Omar Rodríguez-López – Guitarra slide en "Chances" y "23 Go in to End"
- Bernie Grundman – Masterización
- Jim Scott – Ingeniero, mezclas
- Ryan Hewitt – Ingeniero
- Rene Ricard – Pintura de la portada
- Dave Lee – Equipo técnico
- Vincent Gallo – Fotografía
- Ethan Mates – Ingeniero
- Chris Holmes – Asistente
- Chris Ohno – Asistente
- Richard Scane Goodheart – Diseño
- Charlie Clouser – Programación orquestal en "Regret" y "Chances"